# Gerhard Wahrig
Gerhard Wahrig, né le 10 mai 1923 à Burgstädt et mort le 2 septembre 1978 à Wiesbaden, est un lexicographe allemand. Son œuvre principale est le dictionnaire de la langue allemande (Deutsches Wörterbuch) Wahrig, publié pour la première fois en 1966.